# Мыглене
Мыглене (болг. Мъглене) — село в Болгарии. Находится в Кырджалийской области, входит в общину Кирково. Население составляет 67 человек.

## Политическая ситуация
В местном кметстве Мыглене, в состав которого входит Мыглене, должность кмета (старосты) исполняет Сабахтин  Зекерие Юсеин (Движение за права и свободы (ДПС)) по результатам выборов правления кметства.
Кмет (мэр) общины Кирково —  Шукран Кязим Идриз (Движение за права и свободы (ДПС)) по результатам выборов в правление общины.